# Ла-Круа-о-Буа
Ла-Круа́-о-Буа́ (фр. La Croix-aux-Bois) — коммуна во Франции, находится в регионе Шампань — Арденны. Департамент коммуны — Арденны. Входит в состав кантона Вузье. Округ коммуны — Вузье.
Код INSEE коммуны — 08135.
Коммуна расположена приблизительно в 190 км к востоку от Парижа, в 60 км северо-восточнее Шалон-ан-Шампани, в 45 км к югу от Шарлевиль-Мезьера.

## Население
Население коммуны на 2008 год составляло 116 человек.
| 1962 | 1968 | 1975 | 1982 | 1990 | 1999 | 2008 |
| ---- | ---- | ---- | ---- | ---- | ---- | ---- |
| 111  | 141  | 150  | 140  | 159  | 137  | 116  |

## Администрация
| Период | Период | Фамилия       | Партия | Должность |
| ------ | ------ | ------------- | ------ | --------- |
| 2001   | 2008   | Ален Корнике  |        |           |
| 2008   |        | Даниель Буйон |        |           |

## Экономика
В 2007 году среди 71 человека в трудоспособном возрасте (15—64 лет) 43 были экономически активными, 28 — неактивными (показатель активности — 60,6 %, в 1999 году было 74,7 %). Из 43 активных работали 40 человек (22 мужчины и 18 женщин), безработных было 3 (2 мужчин и 1 женщина). Среди 28 неактивных 6 человек были учениками или студентами, 9 — пенсионерами, 13 были неактивными по другим причинам.

## Фотогалерея

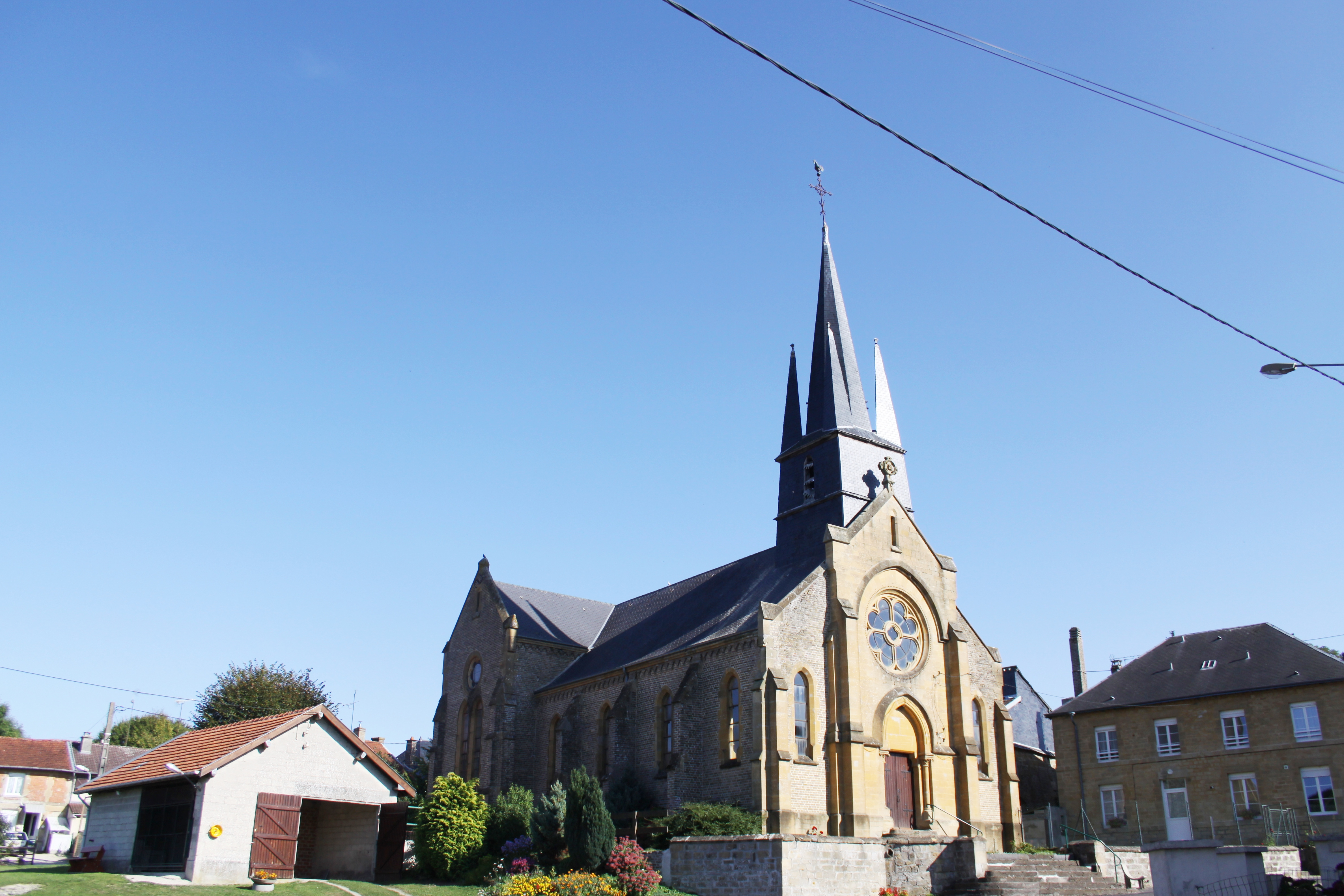
Церковь Сент-Круа
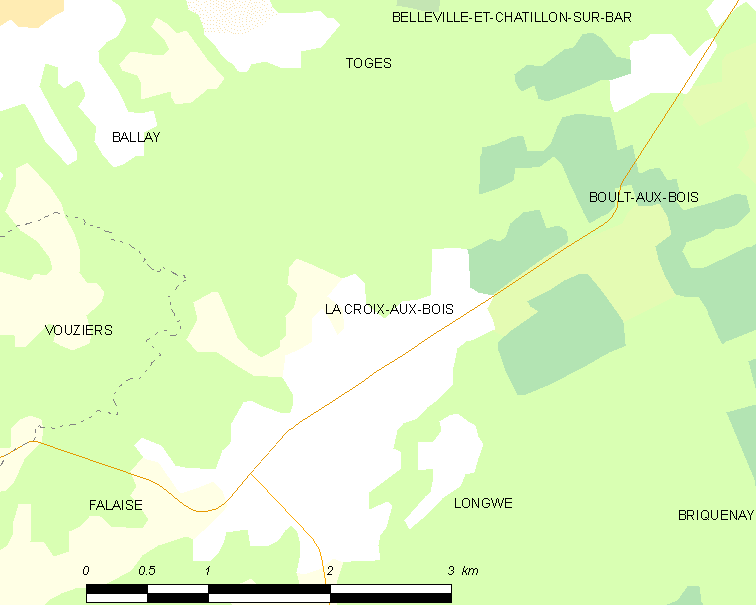
Карта коммуны